# Іранська криза (2019—2020)
Іранська криза, також криза в Перській затоці (англ. Persian Gulf crisis) — напружене політичне, дипломатичне і військове протистояння між Іраном і союзними йому угрупованнями з одного боку, і США та їх стратегічними союзниками в регіоні з іншого. Відносини між ними загострилися після виходу Тегерана і Вашингтона з «ядерної угоди» (офіційна назва — Спільний всеосяжний план дій).

## Передісторія
15 липня 2015 року Іран та країни «шістки» (США, Франція, Велика Британія, Німеччина, Китай та Росія) досягли угоди щодо іранської ядерної програми в обмін на скасування санкцій проти Ірану. За угодою Іран повинен допустити інспекторів МАГАТЕ на свої ядерні об'єкти, країни Заходу, в свою чергу, будуть поступово знімати з Ірану санкції. Угода має бути ратифікована усіма сторонами і схвалено Радою Безпеки ООН.
У жовтні 2017 року президент США Дональд Трамп заявив, що більше не буде переконувати конгрес у тому, що «Спільний всеосяжний план дій» відповідає інтересам країни.
8 травня 2018 року Трамп оголосив про вихід країни з угоди з іранською ядерною програмою. Американський президент заявив, що США мають у своєму розпорядженні докази того, що Іран продовжує розробку ядерної зброї, тим самим порушуючи Спільний всеосяжний план дій. Також він анонсував відновлення санкцій проти Тегерана.
8 травня 2019 року (в річницю виходу США з угоди) Іран у відповідь на дії США, згідно параграфа 26 СВПД, оголосив про перший етап припинення виконання ряду пунктів ядерної угоди (у частині, яка стосується запасів збагаченого урану і важкої води). Зокрема, Іран перевищив значення запасів низькозбагаченого урану, встановлений на позначці в 300 кілограмів. 7 липня 2019 року Тегеран оголосив про другий етап скорочення зобов'язань за СВПД. Іран заявив, що починає процес збагачення урану на рівні вище передбачених ядерної угодою 3,67 %.

## Хронологія

### 2019
- 5 травня: радник з національної безпеки США Джон Болтон оголосив, що США розгортає ударну групу авіаносця «Авраам Лінкольн» і чотири бомбардувальника B-52 на Близькому Сході, щоб «послати чітке і безпомилкове повідомлення» Ірану після повідомлень ізраїльської розвідки про передбачувану іранську змову з метою ослаблення США в регіоні[5][6].
- 7 травня: держсекретар США Майк Помпео здійснив несподіваний нічний візит в Багдад після скасування зустрічі з канцлером Німеччини Ангелою Меркель. Помпео сказав президенту Іраку Бархаму Саліху і прем'єр-міністру Аділю Абдул-Махді, що вони несуть відповідальність за захист американців в Іраку.
- 8 травня: радник аятоли Алі Хаменеї заявив, що Іран впевнений, що США не хочуть і не можуть розпочати війну з Іраном. Тим часом Центральне командування ВПС США оголосило, що кілька винищувачів F-15C Eagle були перебазовані на Близький Схід, щоб «захистити інтереси США в регіоні»[7].
- 10 травня: Сполучені Штати розгорнули морський транспортний корабель USS Arlington і ЗРК «Patriot» в регіоні. Пентагон заявив, що нарощування військової сили було викликано «підвищеною готовністю Ірану до проведення наступальних операцій»[8].
- 13 червня: два американських нафтових танкера зазнали нападу близько Ормузької протоки, в результаті один з них загорівся і втратив керування. Президент США Дональд Трамп звинуватив у тому, що сталося Іран, який заперечив причетність до атак на танкери і звинуватив Вашингтон у пропаганді «іранофобської» компанії.
- 20 червня: американський військовий безпілотник був збитий іранськими ВВС. Президент Ірану Хассан Рухані заявив, що той порушив їх повітряний простір. Потім Трамп скасував удари по Ірану: за його словами, йому доповіли, що можуть загинути 150 осіб[9].
- 4 липня: Королівські морські піхотинці з загону спецназу «42 Commando» захопили супертанкер біля узбережжя Гібралтару, який перевозив іранську нафту в Сирію. Уряд Ірану пообіцяв відповісти на захоплення нафтового танкера[10].
- 10 липня: Фрегат Королівського флоту HMS «Montrose» відігнав три іранські катери, які намагалися зупинити комерційне судно «British Heritage».
- 11 липня: Поліція Гібралтару заявила, що заарештувала капітана і стардопом іранського супертанкера «Грейс-1» у зв'язку з порушенням санкцій ЄС щодо Сирії. Через два дні представники поліції повідомили, що капітан, стардоп і два других помічника капітана судна були звільнені під заставу без пред'явлення звинувачення.
- 13 липня: у телефонній розмові з міністром закордонних справ Ірану Мохаммадом Джавадом Заріфом міністр закордонних справ Великої Британії Джеремі Гант запропонував піти на поступки щодо звільнення «Грейс-1» в обмін на гарантії, що Тегеран не буде порушувати санкції ЄС щодо уряду Асада в Сирії.
- 17 липня: Представники США заявили, що підозрюють Іран в захопленні Панамського нафтового танкера, який прямував з Об'єднаних Арабських Еміратів і проходив через Ормузьку протоку. Пізніше Іран заявив, що його Революційна гвардія затримала іноземний нафтовий танкер і його команду з 12 осіб за контрабанду пального з країни.
- 18 липня: Трамп заявив, що корабель ВМС США «Boxer» збив іранський безпілотник, що пролітав за тисячу ярдів (менше кілометра) від військового корабля, проігнорувавши попереджувальні сигнали. Іранські військові чиновники заперечували, що втратили свій безпілотник в Ормузькій протоці.
- 19 липня: бійці КВІР затримали британський нафтовий танкер Stena Impero, який належить компанії Stena Bulk & Northern Marine Management в Ормузькій протоці. Рішення прийнято через порушення судном міжнародних норм.
- 16 серпня: міністр закордонних справ Польщі Яцек Чапутович заявив, що Варшава підтримує військову місію США в Перській затоці і готова надати допомогу[11].
- 25 серпня: стало відомо, що новітній ракетний есмінець Defender ВМФ Великої Британії направляється в район Перської затоки. Корабель приєднається до фрегатів Kent і Montrose, які знаходяться в регіоні з метою залякування Ірану.
- 3 вересня: США ввели санкції проти іранського дослідного інституту астронавтики, космічного агентства та центру дослідження космосу[12].
- 14 вересня: ідеологічні союзники Ірану хусити здійснили за допомогою БПЛА напад на саудівські нафтопереробні заводи в Абкайку. Атака викликала тимчасове падіння видобутку саудівської нафти в два рази (з 9,8 мільйона барелів до 4,1 мільйона барелів), що відповідає 5 % у світі видобуток нафти[13]. США оголосили, що за інцидентом стоїть Тегеран, але ніяких доказів не дали[14].
- 21 вересня: президент США Дональд Трамп схвалив відправку на Близький Схід додаткових військ. Між тим, глава Пентагону Марк Еспер заявив, що всі американські сили, розміщені на військово-морській базі в Бахрейні, будуть сфокусовані на протиракетної оборони[15].
- 11 жовтня: в 60 милях від портового міста Джидда в Червоному морі двома саудівськими ракетами був атакований іракський нафтовий танкер. Стався вибух, в результаті чого два резервуари для нафти. Жертв та постраждалих немає[16].
- 7 листопада: військово-морська коаліція під керівництвом США розпочала операцію в Бахрейні з охорони судноплавних маршрутів близько проблемних іранських територіальних вод[17].
- 27 грудня: Обстріл американської бази К-1 в Іраку. США поклали відповідальність на ополчення «Катаїб Хезболла».
- 31 грудня: Атака на посольство США в Багдаді. Дональд Трамп поклав відповідальність за це на Іран. За кілька днів до інциденту американські ВПС розбомбили п'ять об'єктів «Катаїб Хезболла» та інших шиїтських рухів в Сирії та Іраку, що і послужило приводом до нападу шиїтів на дипмісію.

### 2020
- 3 січня: Авіаудар ВПС США з міжнародного аеропорту Багдада, під час чого загинули Касем Сулеймані — командувач загоном «Кодс» іранського Корпусу Вартових Ісламської революції — і Абу Махді Аль-Мухандіс — командир іракської угруповання шиїтів ополченців «Сили народної мобілізації».
- 4 січня: Біля будівлі посольства США стався вибух. Інформації про вбитих і поранених немає. Разом з тим, найближчі території штабу сил безпеки Іраку зазнали мінометного обстрілу. Зазначається, що інцидент стався на півночі країни в провінції Найнава. Уточнюється, що невідомі обстріляли урядові будівлі біля штабу, які використовуються військовими США. Крім того, ракетним ударам піддалися квартал аль-Джадрії і також розташована на півночі військова база «Балада», яку використовували американські сили[18].
- 5 січня: Уряд Ірану оголосив, що відмовляється від останніх обмежень щодо ядерної угоді, укладеної в 2015 році Іраном і шісткою міжнародних посередників. Тегеран заявляє, що готовий повернутися до виконання зобов'язань у разі зняття санкцій, а також безпосередньо пов'язує своє рішення з вбивством Сулеймані. Іранська влада додала, що продовжать співпрацю з МАГАТЕ та повернеться до виконання своїх зобов'язань щодо ядерної угоді, якщо санкції щодо країни будуть зняті, а інтереси країни будуть враховані[19]. Разом з тим в Іраку в провінції Анбар шиїтами був збитий американський БПЛА Boeing ScanEagle 2[20].
- 6 січня: Після того, як у парламенті Іраку розпочався розгляд питання про виведення іноземних військ, Дональд Трамп заявив, що армія США не покине країну, поки іракська влада не заплатить.
- 7 січня: Парламент Ірану визнав Пентагон терористичною організацією, а також всіх командирів, агентів та інших осіб, які мають відношення до смерті Касема Сулеймані. Фактично вся армія США була визнана терористичною організацією.
- 8 січня: Іран завдав удару балістичними ракетами по військово-повітряній базі Айн аль-Асад і в Ербілі на півночі Іраку, де розміщені американські війська. Бомбардування відбувалося двома хвилями. За другим разом постраждала третя база США — Кемп Кук. Відповідальність на себе взяв Іранський корпус вартових революції. Зазначається, що спочатку були випущені понад 10 ракет, а потім близько п'яти[21]. За версією іранської сторони загинуло 80 американських військовослужбовців[22]

## Виноски
1. ↑  Достигнуто соглашение по ядерной программе Ирана. В мире. Русская служба Би-би-си. 14 липня 2015. Процитовано 15 липня 2015.
2. ↑  Трамп отказался одобрить ядерную сделку с Ираном BBC
3. ↑  Трамп объявил о выходе США из сделки по Ирану. Корреспондент. 8 травня 2018. Процитовано 8 травня 2018.
4. ↑  В Иране назвали условие возвращения к обязательствам по СВПД. 7 липня 2019. Процитовано 11 липня 2019.
5. ↑  Bolton: U.S. sending Navy strike group to Iran to send "clear message". Axios. 6 травня 2019. Архів оригіналу за 14 травня 2019. Процитовано 8 січня 2020.
6. ↑  Israel passed White House intelligence on possible Iran plot. Axios. 6 травня 2019. Архів оригіналу за 16 травня 2019. Процитовано 8 січня 2020.
7. ↑  Eagles move as part of dynamic force deployment. U.S. Air Forces Central Command. 8 травня 2019. Процитовано 25 травня 2019.
8. ↑  Pentagon bolsters force in Middle East with Marines and missiles to confront Iran. USA Today. 10 травня 2019.
9. ↑  Иранский танкерный кризис: Ми-6 ищет следы причастности Путина к захвату британского судна (The Mirror, Велика Британія)
10. ↑  Иран заявил о задержании британского танкера
11. ↑  Польша поддерживает военную миссию США в Персидском заливе
12. ↑  Зариф назвал санкции США против космических ведомств Ирана бесполезными
13. ↑  Houthi drone attacks on 2 Saudi Aramco oil facilities spark fires Аль-Джазіра
14. ↑  The Latest: Trump calls Saudi crown prince after attack [Архівовано 18 вересня 2019 у Wayback Machine.] Washington Post
15. ↑  Трамп решил перебросить дополнительные войска на Ближний Восток Interfax, 21 сентября 2019 года
16. ↑  Атакованный иранский танкер истекает нефтью и загрязняет Красное море // Вести.ру, 11 октября 2019
17. ↑  US-led coalition launches procedure to secure Gulf waters. GO Tech Daily. Процитовано 7 листопада 2019.
18. ↑  Окрестности штаба сил безопасности Ирака подверглись обстрелу — Газета.Ru, 4 января
19. ↑  Иран вышел из ядерной сделки и грозит США военным ударом. Архів оригіналу за 6 січня 2020. Процитовано 8 січня 2020. [Архівовано 2020-01-06 у Wayback Machine.]
20. ↑  Американцы потеряли беспилотник в Ираке: обломки стали трофеем шиитского ополчения — Военное обозрение, 5 января 2020
21. ↑  Иран разбомбил военные базы США в Ираке: Трамп в ярости. Все детали
22. ↑  Иранское ТВ: В результате ракетной атаки на базы США погибли 80 человек — Наша ніва, 8 января 2020